# Greenwich Pizza

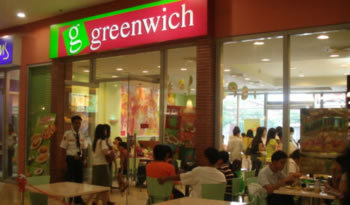
Een vestiging van Greenwich Pizza in South Sea Mall, Cotabato City

Greenwich Pizza is de grootste pizza- en pasta fastfoodketen in de Filipijnen. Greenwich opende in 1971 hun eerste vestiging in Greenhills Commercial Center in Metro Manilla. In 2005 had de keten meer dan 240 vestigingen en een jaaromzet van 4 miljard peso. Sinds 2006 is Greenwich Pizza volledig in handen van Jollibee Foods Corporation, nadat het dat bedrijf al sinds 1994 80% van de aandelen in handen had.